# 三国相伝陰陽輨轄簠簋内伝金烏玉兎集
『三国相伝陰陽輨轄簠簋内伝金烏玉兎集（さんごくそうでんいんようかんかつほきないでんきんうぎょくとしゅう）』は、安部清明（安倍晴明）が編纂したと伝承される占いの専門・実用書。実際は晴明死後（成立年代は諸説ある）に作られたものである。
『三国相伝宣明暦経註（さんごくそうでんせんみょうれきけいちゅう）』ともいい、『簠簋内伝（ほきないでん）』または『簠簋（ほき）』、または『金烏玉兎集（きんうぎょくとしゅう）』と略称される。
ちなみに「簠（{竹甫皿}）簋（{竹艮皿}）」とは、古代中国で用いられた祭器の名称である。

## 概要
金烏は太陽に棲むとも太陽の化身とも言われる三本足の金の烏であり、太陽を象徴する霊鳥である。玉兎は月に棲むとも言われるウサギで、月を象徴する。すなわちこれは気の循環を知り、日月の運行によって占うという陰陽師の秘伝書であることを象徴している。

## 著者について
著者については安部晴明が仮託されているが、晴明の死後に編集されたものであるため信憑性は低い。
江戸中期の「泰山集」に当時の安倍家陰陽道宗家の当主であった安倍泰福の言葉として「簠簋内伝は真言僧が作ったものであり、安倍家伝来のものではない。晴明が伝授したのは吉備真備が入唐して持ち帰った天文だ」という言が記載されているという。
「日本陰陽道史総説」によれば村山修一は西田長男の説明を受け、著者を晴明の子孫にあたる祇園社の祠官とみなしている。晴明の子である安倍吉平の後、安倍家は時親、円弥、泰親の3流に分かれた。その中の円弥の子孫が祇園社に入ったらしく、さらにその子孫の晴朝が簠簋内伝の著者ではないかとしている。
現存する簠簋内伝や刊本をすべて調査した中村璋八は自著にて「(晴朝が著者であるということは)確実な資料によるものではなく、必ずしも納得のできるものではない」として、簠簋内伝の著者については保留としている。
いずれにせよ、晴明によってなんらかの伝えはあったであろうが著者についてはやはり不明とするのが妥当となる。

## 構成
全5巻で構成されている。
- 第1巻は牛頭天王の縁起と、様々な方位神とその吉凶を説明している。
- 第2巻は世界最初の神・盤古の縁起と、盤牛王の子らの解説、暦の吉凶を説明している。
- 第3巻は1、2巻には書かれなかった納音、空亡などが説明されている。
- 第4巻は風水、建築に関する吉凶説をのべている。
- 第5巻は密教占星術である宿曜占術をのべている。

1〜3巻と比べて、4〜5巻はあきらかに異質である。最初に1〜2巻が書かれ、それの増補として3巻が加えられた。それに、別個に成立したと思われる本が加えられ、これが4巻、5巻であったと考えられる。

## 天文司郎安部博士吉備后胤清明朝臣入唐伝
本書中には、その由来を示す逸話である「天文司郎　安部博士　吉備后胤　清明朝臣入唐伝」が載せられている。
「吉備后胤」とは吉備真備の後胤にあたることを意味する。
本書の記述では、本書は天竺で文殊菩薩から伯道上人に伝えられ、これが清明に伝えられたことが記されている。
安元年中（1175年-1177年）、清明は唐に渡って伯道上人に師事し、本書を授与され日本に帰り書を石の箱の中に納めた。
ある時、清明の妻の利花は清明の弟子である道満と不倫関係となり、道満にその書を書き写させた。それから道満は「私は金烏玉兎集を授かった」と清明に告げた。清明は「金烏玉兎集は伯道上人が修行してようやく文殊菩薩から頂いたもの。お前が持っているはずが無い」と言った。道満と清明は言い争い、清明が誤っていたので首を切られた。
同じころ、伯道上人は清明が殺されたことを察知し、日本にやってきた。そして無残に殺された清明の骨を拾い集め、術を掛けて蘇生させた。そして報復をするため、生き返った清明と共に道満の元へ向かった。
伯道は道満に「清明はいるか」と尋ねた。道満は「かつてここにいたが、首を刎ねられて死んだ」と答えた。すると伯道が「先ほど彼と会った」と言った。道満は「そんなはずはない。もし晴明が生きていたらこの首を差し上げよう」と答えた。そのとき晴明がやって来た。こうして道満は約束通り首を刎ねられたという。
このことから女には心を許すなと戒めた。

## 簠簋抄
『簠簋抄』は江戸時代初期までに出版されたと推察されている『金烏玉兎集』の注釈書。『簠簋袖裡伝』という『簠簋抄』よりも一段階古い『金烏玉兎集』の注釈書も存在する。『簠簋抄』の序文「三国相伝簠簋金烏玉兎集之由来」は、『金烏玉兎集』の序文「天文司郎安部博士吉備后胤清明朝臣入唐伝」の内容を大幅に増補・改変したもので、『金烏玉兎集』の由来を、巷に流布している各種説話、伝承を取り入れて読み物風に仕立てている。
『簠簋抄』の記述では、『金烏玉兎集』は天竺で文殊菩薩が書いたもので、その後伯道上人に伝えられ、これが吉備真備の手に渡り、その際吉備真備に助力した安部仲丸（遣唐使として唐に渡った後死して鬼と化している）の子孫である清明（『簠簋抄』では「晴明」ではなく「清明」）に伝えられたことが記されている。
「清明」の名についてはその命名が清明節に因むと説明されている。
さらに晴明の母はキツネであるとする葛の葉伝説も『簠簋抄』に記載されたものである。
帝の御前で長持の中身を占うという術比べを清明として負けた薩摩（『簠簋抄』では「播磨」ではなく「薩摩」）の道満はその後、清明の弟子になったという。
近衛天皇の代（1142年-1155年）に清明は唐に渡り伯道上人のもとで修行をして帰国していたが、留守中に、道満は清明の妻・利花と不倫関係となっていた。
清明が不在のときに道満は彼女から石の箱のことを聞き出した。しかし、その開け方は妻にも分からないと言う。道満はその箱を見せてもらい、何とかして箱を開け、中にあった金烏玉兎集を書き写してしまった。そして清明が帰宅した時に「私は金烏玉兎集を授かった」と彼に告げた。清明は「お前が持っているはずが無い」と言った。そして嘘を言っている方が首を切られることになった。道満は懐からあらかじめ書き取っておいた金烏玉兎集を見せ、清明の首を刎ね、利花を妻とした。
同じころ、伯道上人は清明が殺されたことを察知し、日本にやってきた。そして殺された清明の骨を拾い集め、術を掛けて蘇生させた。そして報復をするため、生き返った清明と共に道満の元へ向かった。
伯道は道満に清明のことを尋ねると、道満は「首を刎ねられて死んだ」と答えた。すると伯道が「そんなはずは無い。先ほど彼と会った」と言った。道満は「もし清明が生きていたらこの首を差し上げよう」と答えた。そして伯道は先ほど蘇生した清明を呼び道満に見せた。こうして道満は首を刎ねられ、書き写された金烏玉兎集は焼却、利花も殺害されたという。
このことからこの書をみだりに、浅はかな気持ちで読むことは死に値するとして、この書が秘伝中の秘伝であるということをあらわし、この話を冒頭に置くことによってこの書の秘密性・神聖性を高めた。

## 刊行本
- 藤巻一保著『安倍晴明『簠簋内伝』現代語訳総解説』戎光祥出版、2017年、　ISBN 978-4864032636
- 下出積与校註 『神道大系』 103 陰陽道
- 日本古典偽書叢刊 第３巻（現代思潮新社） ISBN 9784329004321